# À travers le Morbihan 1995
À travers le Morbihan 1995, sesta edizione della corsa con questo nome e ventesima in totale, valida come evento UCI categoria 1.4, si svolse il 20 maggio 1995 su un percorso di 205,5 km. Fu vinta dal francese Francis Moreau che giunse al traguardo con il tempo di 4h41'42", alla media di 43,77 km/h.

## Ordine d'arrivo (Top 10)
| Pos. | Corridore             | Squadra          | Tempo    |
| ---- | --------------------- | ---------------- | -------- |
| 1    | Francis Moreau        | GAN              | 4h41'42" |
| 2    | Jaan Kirsipuu         | Chazal           | a 2"     |
| 3    | Christophe Leroscouet | Aubervilliers 93 | s.t.     |
| 4    | Frank Corvers         | Lotto            | s.t.     |
| 5    | Mika Hietanen         | Cedico           | s.t.     |
| 6    | Marek Leśniewski      | Aubervilliers 93 | s.t.     |
| 7    | Stéphane Hennebert    | Le Groupement    | s.t.     |
| 8    | Sylvain Bolay         | Aki-Gipiemme     | s.t.     |
| 9    | Christophe Mengin     | Chazal           | s.t.     |
| 10   | Charles Guilbert      | Mutuelle         | s.t.     |